# Chiesa di Sant'Agostino (Cagliari)
La chiesa di Sant'Agostino è una chiesa monumentale di Cagliari. Si affaccia sulla via Bayle, nel quartiere storico di Marina.
L'edificio è uno dei rari esemplari di architettura ispirata ai canoni rinascimentali presenti in Sardegna.

## Storia
Nel XV secolo sorse, fuori dalle mura della Marina, la chiesa gotica di Sant'Agostino, affiancata dal convento degli Eremitani, sul luogo in cui si credeva fosse stato custodito il corpo del santo prima di essere traslato a Pavia nel 725. Di quella chiesa resta attualmente una cappella ipogeica alla quale si accede dall'interno di un palazzo che sorge sul lato stampacino del largo Carlo Felice.

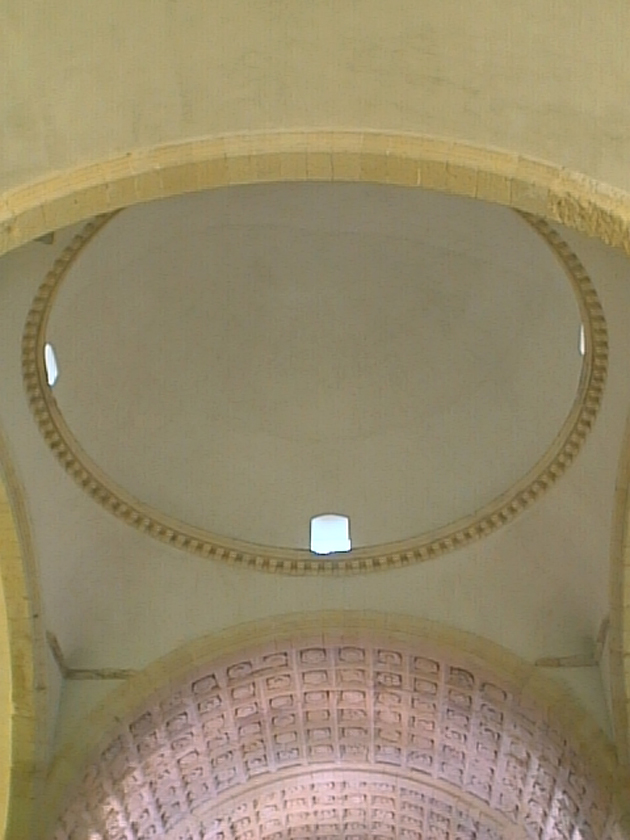
Cupola emisferica

Il tempio e l'attiguo convento vennero infatti demoliti nel 1576, nel corso dei lavori di rafforzamento e riammodernamento del sistema di mura e bastioni di Cagliari voluti da Filippo II di Spagna. Lo stesso sovrano finanziò la costruzione di una nuova chiesa in onore di sant'Agostino, da costruirsi intra moenia nel sito dove sorgeva la chiesa di San Leonardo, di origini pisane. La progettazione e la direzione dei lavori di edificazione del nuovo tempio, secondo i canoni dello stile classico preferito da Filippo II, vennero affidati ai fratelli architetti Jacopo e Giorgio Palearo Fratino, di origini ticinesi, che negli stessi anni erano impegnati a Cagliari nei lavori alle mura. La chiesa, insieme al nuovo convento degli Eremitani, venne eretta tra il 1577 e il 1580 e arricchita successivamente da numerose opere d'arte.
Il declino del tempio iniziò a metà del XIX secolo quando, in seguito alla legge di soppressione degli ordini religiosi (legge Siccardi), chiesa e convento passarono in mano allo stato e successivamente al comune di Cagliari. I locali del convento furono utilizzati in parte come sede per l'asilo della Marina (nel quale operò anche la venerabile suor Giuseppina Nicoli) mentre la chiesa venne chiusa al culto, e in altra parte venne demolito negli anni '60 del '900 per ospitare la nuova sede regionale della Banca d'Italia che si affaccia sul largo Carlo Felice. Negli anni '20 del XX secolo le pressanti richieste dell'arcivescovo Ernesto Maria Piovella ottennero inizialmente una parziale riapertura, a cui seguì la totale riapertura al culto nel 1925, anno in cui Sant'Agostino venne eretta in parrocchia.
I bombardamenti del febbraio 1943 danneggiarono, non gravemente, la chiesa, che fu nuovamente chiusa al culto. Non interessata da lavori di restauro, l'edificio cadde presto in rovina, mentre veniva saltuariamente utilizzato per scopi profani (ad esempio per anni vennero tenute lezioni di educazione fisica per le ragazze che frequentavano le scuola media nell'Asilo della Marina).
Dal 1978 la chiesa è nuovamente aperta al culto e interessata da lavori di restauro che stanno lentamente restituendo al tempio il decoro originario. Scavi archeologici hanno inoltre permesso il rinvenimento di resti di edifici di età romana e alto medievale sotto il pavimento del braccio sinistro del transetto.
Attuale rettore della chiesa è don Raimondo Mameli.

## Descrizione

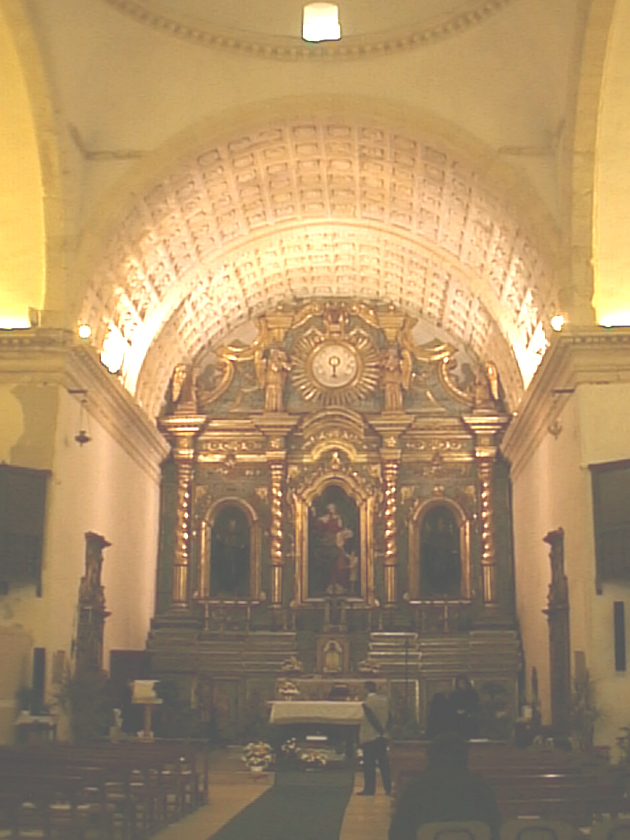
Interno della chiesa

Si può accedere alla chiesa di Sant'Agostino dall'ingresso principale sulla via Bayle o dal retro, attraverso la sacrestia, che si raggiunge dal largo Carlo Felice, superato un piccolo cortile adiacente ai resti dell'ottocentesco mercato civico.
La facciata est, sulla via Bayle, si presenta molto semplice, a terminale piatto con il portale ad arco a tutto sesto inquadrato da una pregevole cornice classica retta da paraste. Sopra il portale si apre un finestrone rettangolare.

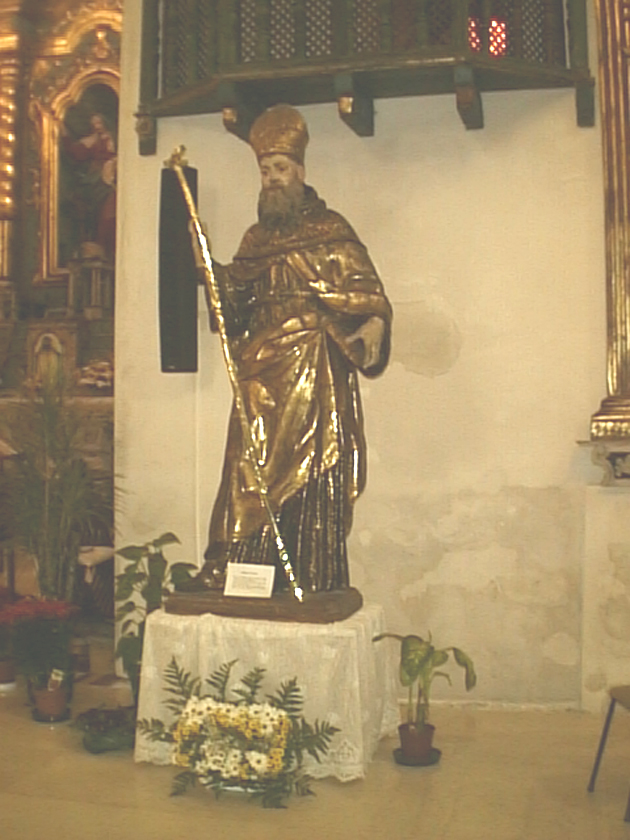
Aniello Stellato (attr.), Sant'Agostino.

L'interno è a pianta a croce greca, navata unica e volta a botte impostata su trabeazione decorata a dentelli. Il braccio est risulta un po' più lungo degli altri tre e presenta, sopra l'ingresso, una cantoria retta da un arco ribassato. Ai lati si trovano alcuni altari, ospitati in nicchie incorniciate da lesene e sormontate da timpani. L'incrocio della navata col transetto è coperto da una cupola semisferica, impostata su una cornice dentellata che si raccorda al tamburo cubico tramite pennacchi conici (il modello per la cupola potrebbe identificarsi nella cupola della paleocristiana basilica di San Saturnino).
Il presbiterio ha volta a botte decorata a cassettoni e rosette, ispirata probabilmente alle decorazioni della volta prospettica del Bramante nella chiesa di Santa Maria presso San Satiro a Milano. L'imponente altare maggiore, in stile barocco, è in legni policromi, particolarmente ricco di dorature.
A lato del presbiterio, nel transetto, è una statua lignea di Sant'Agostino, attribuita allo scultore napoletano Aniello Stellato e databile al primo quarto del XVII secolo. La figura, restaurata nel 2021, di notevole imponenza e monumentalità, ancora tardo-cinquecentesca nella postura, avvolta da un complesso panneggio, mostra alcuni dettagli manieristici ma anche un intenso naturalismo patetico nel volto. La raffinata, lucente damaschinatura della veste è probabilmente dovuta al doratore napoletano Giuseppe De Rosa, collaboratore dello scultore.